# 広島県立東城高等学校
広島県立東城高等学校（ひろしまけんりつ とうじょう こうとうがっこう）は、広島県庄原市東城町にある公立の高等学校である。
かつては小奴可分校や定時制も開設していたが、現在では廃止されている。

## 沿革
1919年（大正8年）開校の比婆郡東城町立実科高等女学校を前身とし、1949年（昭和24年）に現校名となる。

### 年表
- 1919年（大正8年）
  - この年、比婆郡東城町立実科高等女学校として開校。
- 1920年（大正9年）
  - この年、広島県東城高等女学校に改称となる。
- 1926年（大正15年）
  - この年、運営が県に移管され、広島県立東城高等女学校となる。
- 1949年（昭和24年）
  - この年、再編により広島県東城高等学校となる。
- 1968年（昭和43年）
  - この年、広島県立東城高等学校に改称となる。
- 2013年（平成25年）
  - 6月、米国ロサンゼルスのレイシス中高一貫校と姉妹校提携[1]。
- 2022年（令和4年）
  - 全校生徒が2年続けて80人を下回ったとして、広島県教育委員会が統廃合を含む本校の再編を検討[2]。
- 2023年（令和5年）
  - 本校は、特例を踏まえ統廃合・再編検討対象から外れる見通し[3]。

## 学科
- 普通科

## 姉妹校提携
- レイシス中高一貫校 （米国ロサンゼルス）[1]

## 著名な卒業生
- 林英哲（太鼓奏者、和太鼓音楽先駆者、洗足学園音楽大学客員教授） … 2013年（平成25年）4月10日 庄原市市民栄誉賞受賞[4]。
- 福本ヒデ（コントグループ「ザ・ニュースペーパー」のメンバー）
- 安野修右（政治学者・日本大学法学部専任講師）

## アクセス
- JR西日本芸備線東城駅より徒歩5分。
- 備北交通の路線バス停「東城高校前」が校門近くにあり、東城町市街地や郊外へ出ている。